# Papilio garleppi
Papilio garleppi је врста лептира из породице једрилаца (лат. Papilionidae).

## Распрострањење
Врста има станиште у Боливији, Бразилу, Гвајани, Перуу, Суринаму и Француској Гвајани.

## Станиште
Врста Papilio garleppi има станиште на копну.

## Угроженост
Подаци о распрострањености ове врсте су недовољни.